# Ley Fundamental de Guinea Ecuatorial de 1991
La Ley Fundamental de 1991 es el nombre de la cuarta Constitución de Guinea Ecuatorial, estando actualmente vigente. Fue sometida, sin la participación de observadores internacionales, a referéndum popular el 16 de noviembre de 1991, obteniendo un 98.36% de votos a favor, tras lo que fue promulgada por el gobierno de Teodoro Obiang, sustituyendo a la anterior Constitución de 1982.
De acuerdo con la carta magna de 1991, se establece la separación de jure de los siguientes poderes: el Poder Ejecutivo, integrado por el presidente o jefe de Estado, el primer ministro y un Consejo de Ministros designado por el presidente; el Poder Legislativo compuesto por 100 miembros de la Cámara de los Representantes del Pueblo, y el Poder Judicial encabezado por el Tribunal Supremo, nombrado y removido por el presidente.

## Reformas

### Reforma de 1995
La Constitución ha recibido tres reformas importantes, la primera en enero de 1995, en la que fueron reformados total o parcialmente los artículos 23, 31, 32, 33, 36, 38, 39, 41, 42, 43, 45, 47, 48, 58, 64, 70, 91, 93, 94, 95 bis, 96, 97, 98, y 103 (Ley Constitucional núm. 1/1995, de fecha 17 de enero de 1995).

### Ley constitucional de 1998
A través de una ley constitucional, que modifica el artículo 4, se reconocen el francés y las lenguas autóctonas como integrantes de la cultura nacional (Ley constitucional n.º 1/1998 del 21 de enero). La adopción del francés se hizo al integrarse en la Comunidad Económica y Monetaria de África Central por la circulación monetaria (Franco CFA).

### Reforma de 2011
La tercera y última reforma importante hasta la fecha es la reforma de noviembre de 2011. Tras ser sometida a referéndum nacional, esta segunda reforma constitucional fue aprobada, obteniendo 295.780 votos a favor (97'7%) frente a los 6.858 obtenidos por la opción del NO. La reforma limitaba la presidencia de la República a dos legislaturas, creaba el consejo de la República, creaba un Senado, la figura del defensor del pueblo y la introducción de la figura de un vicepresidente de la República. El jefe de Estado se convertía también en jefe del gobierno. Esta nueva reforma de la Constitución se sometió a referéndum popular antes de que se publicara el texto sobre el que se iba a votar.
Sorprendentemente, durante la remodelación del gobierno posterior al referéndum, el presidente Teodoro Obiang nombró dos vicepresidentes, violando flagrantemente la reforma que él mismo acababa de introducir. El senado estaría compuesto de 70 miembros, de los que 55 serían elegidos por el pueblo, mientras que los 15 restantes los iba a designar el presidente de la República. El consejo de la República estaría siempre presidido por un exjefe de Estado.